# Droga wojewódzka nr 932
Droga wojewódzka nr 932 (DW932) – droga wojewódzka łącząca dwa duże miasta na południu Polski: Wodzisław Śląski i Żory. Stanowi też łącznik pomiędzy DK81 a DK78 oraz umożliwia dojazd ze wschodniej części Górnego Śląska poprzez DK78 do granicy z Czechami w Chałupkach. Od czasu oddania do użytku węzła Świerklany na Autostradzie A1 stanowi (wspólnie z DK78), łącznik pomiędzy czeską autostradą D1 w Boguminie i polską autostradą A1 w Świerklanach.

## Miejscowości leżące przy trasie DW932
- Wodzisław Śląski (DK78, DW933)
- Marklowice
- Świerklany (A1, DW929, DW930)
- Żory (DK81, DW924)